# Michel Stolker
Michel Stolker (29 de setembro de 1933 – 28 de maio de 2018) foi ciclista profissional neerlandês. Ele andava em três edições do Tour de France.

## Morte
Stolker morreu em 28 de Maio de 2018, aos 84 anos.